# Hinte

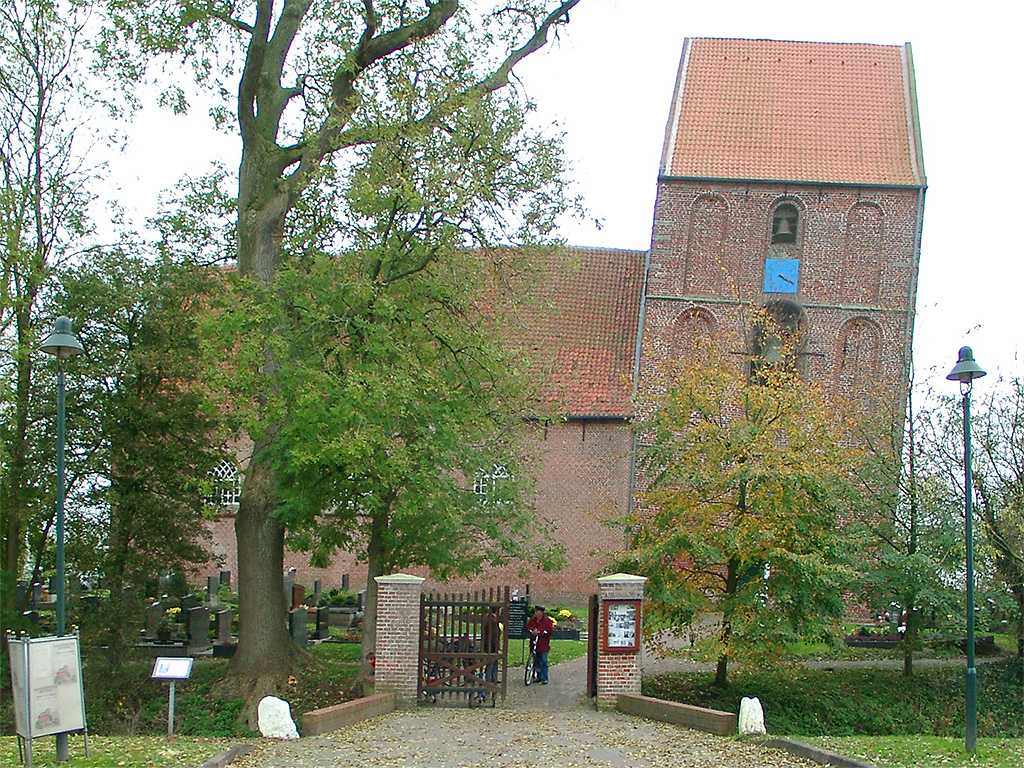
Die schiefe Kirche in Suurhusen, zweitschiefster Turm der Welt

Hinte ist eine Gemeinde im Landkreis Aurich in Ostfriesland. Mit 7269 Einwohnern zählt sie zu den kleineren Gemeinden im Landkreis. Mit einer Fläche von 48 Quadratkilometern ist sie zudem die kleinste Einheitsgemeinde auf dem Festland des Landkreises. Die Einwohner Hintes werden Hinteraner genannt, das Adjektiv lautet ebenfalls so (beispielsweise Hinteraner Kirche).
Erstmals urkundlich erwähnt wurde der Kernort Hinte um das Jahr 1000, desgleichen die heutigen Ortsteile Westerhusen und (Groß-)Midlum. Der Ortsteil Loppersum war ausweislich von Funden bereits um Christi Geburt besiedelt, musste aber, wie viele andere Orte in der ostfriesischen Marsch, aufgrund einer Transgression der Nordsee während der Völkerwanderungszeit zwischenzeitlich aufgegeben werden.
Hinte ist heute im Wesentlichen von Auspendlern bewohnt, die vor allem in der Nachbarstadt Emden arbeiten. Wirtschaftlich sind Landwirtschaft und Tourismus von einiger Bedeutung. In der Gemeinde ist keine Industrie angesiedelt; sie gilt als strukturschwach. Der Haushalt der Gemeinde ist daher seit Jahren auf Finanzausgleichszahlungen des Landes Niedersachsen angewiesen.
Überregional bekannt ist der Ortsteil Suurhusen durch seine Kirche. Sie hat den zweitschiefsten Kirchturm der Welt. Von herausragender Bedeutung sind zudem die Kirche im Kernort Hinte, die mit der benachbarten Burg ein in Norddeutschland seltenes Ensemble bildet, und die Orgel in der Kirche zu Westerhusen. Daneben gibt es eine Anzahl Gulfhöfe und Landarbeiter-Häuschen, wie sie für ostfriesische Marschgegenden typisch sind.

## Geografie

### Lage und Ausdehnung
Hinte liegt in Ostfriesland im äußersten Nordwesten der Bundesrepublik Deutschland. Politisch-administrativ gehört Hinte zum Landkreis Aurich in Niedersachsen. Die Gemeinde befindet sich in der Südwestecke des Landkreises in unmittelbarer Nachbarschaft zur Stadt Emden. Die Kreisstadt Aurich liegt 23 Kilometer nordöstlich, Teile der Kreisverwaltung befinden sich auch in der Stadt Norden (25 Kilometer nördlich). Die maximale Nord-Süd-Ausdehnung beträgt zirka sieben Kilometer, desgleichen die maximale West-Ost-Ausdehnung.
Mit gut 7000 Einwohnern liegt Hinte bei der Bevölkerungszahl auf Rang 25 unter den Städten und (Samt-)Gemeinden in Ostfriesland. Von den Festlandsgemeinden sind – abgesehen von den Mitgliedsgemeinden der Samtgemeinden – nur noch Jümme, Dornum und Jemgum kleiner. Hinsichtlich der Fläche ist Hinte mit etwas mehr als 48 Quadratkilometern sogar das Schlusslicht in Ostfriesland. Die sich daraus ergebende Einwohnerdichte von rund 145 pro Quadratkilometer liegt sehr nahe am ostfriesischen Durchschnitt von 148 Einwohner/km² und damit unter den Vergleichswerten von Niedersachsen (168) und der Bundesrepublik (229).

### Geologie, Böden und Hydrologie
Das Hinteraner Gemeindegebiet befindet sich im Durchschnitt auf einer Höhe von 1 bis 1,5 Meter über Normalnull. Weite Teile des Gemeindegebietes liegen jedoch unter Normalnull, darunter das Gebiet südlich der Ortschaften Groß-Midlum, Westerhusen und Suurhusen, rund um Loppersum und nordöstlich von Canhusen.
Der geologische Untergrund der Gemeinde wird von Sedimenten aus dem Holozän bestimmt. Hinte ist aufgrund seiner relativen Nähe zur Ems sowie der Tatsache, dass sich die Leybucht in früheren Jahrhunderten bis auf das heutige Gemeindegebiet erstreckte, eine der wenigen Gemeinden Ostfrieslands, die keinerlei Anteil an der Geest hat und daher oberflächennah auch keine pleistozänen Schichten aufweist. Die vorherrschende Landschaftsform ist die Marsch. Die früheren Ausläufer der Leybucht nördlich von Canhusen und der Sielmönker Bucht zwischen Cirkwehrum im Norden, Groß-Midlum im Süden und dem Kernort Hinte als östlicher Endpunkt bestehen aus Seemarschböden, das sind Kalkmarsch- und Kleimarschböden aus Ton und Schluff von hoher Ertragsfähigkeit. Zwischen Cirkwehrum, Hinte, Osterhusen und Canhusen, südlich der Linie Groß-Midlum–Suurhusen sowie in etwa östlich der Bundesstraße 210 schließen sich Knickmarsch und Übergangs-Brackmarschböden an. Rund um das Kleine Meer befinden sich überschlickte Randmoore (Überflutungsmoore). Knick- und Moormarschen weisen eine hohe Dichte auf, weil in früheren Jahrhunderten bei Überflutungen die feinsten Schwebstoffe am weitesten landeinwärts drangen und sich ablagerten; die Körnigkeit des Bodens ist daher sehr fein. Dementsprechend sind die Knick- und Moormarschböden ackerbaulich auch schwerer zu bearbeiten.

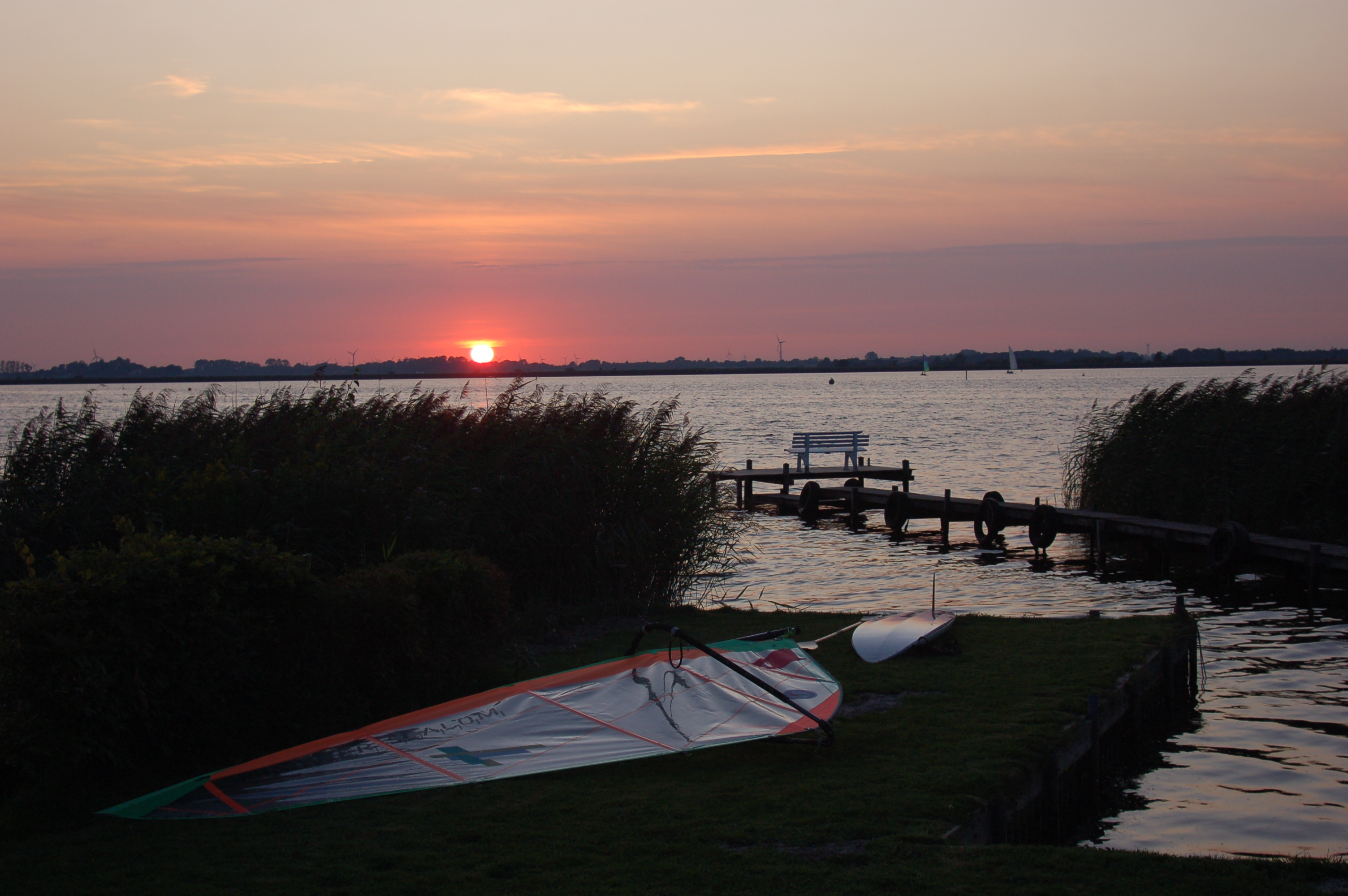
Kleines Meer aus Südosten

Die Gemeinde wird in (ungefährer) Nordost-Südwest-Richtung vom Knockster Tief durchflossen, das auch als Vorfluter die Entwässerung des Gemeindegebietes sicherstellt. An ihm liegen Loppersum, Osterhusen und der Kernort Hinte. Mehrere weitere Kanäle und Stichkanäle, dort Tief genannt, fließen dem Knockster Tief zu. Dazu zählen das Alte Greetsieler Sieltief, das bei Loppersum ins Knockster Tief mündet, sowie das Neue Greetsieler Sieltief, das im Kernort Hinte ins Knockster Tief fließt. Die Ortschaften Suurhusen, Groß Midlum und Westerhusen sind mit Stichkanälen ans Knockster Tief, die Ortschaft Cirkwehrum ans Neue und die Ortschaft Canhusen ans Alte Greetsieler Sieltief angeschlossen. Dieses engmaschige Netz von Kanalverbindungen erklärt sich daraus, dass bis ins frühe 20. Jahrhundert die Kanäle die wichtigsten Transportwege für die Dörfer waren, da das Wegenetz nur unzureichend ausgebaut war. Über das Knockster und das Hinter Tief wurden die Dörfer mit der Stadt Emden verbunden. Seit der Kommunalreform 1972 ist das Treckfahrtstief über weite Strecken die südöstliche Grenze zur Nachbarstadt Emden.
Das Kleine Meer befindet sich auf dem Gemeindegebiet. Das nordwestlich davon gelegene Loppersumer Meer ist zwar nach dem gleichnamigen Ortsteil benannt, befindet sich aber bereits auf dem Gebiet der Gemeinde Südbrookmerland.

### Flächennutzung
| Nutzung                            | Fläche in ha |
| ---------------------------------- | ------------ |
| Gebäude- und Freifläche            | 322          |
| davon Wohnfläche                   | 227          |
| davon Gewerbe- und Industriefläche | 4            |
| Betriebsfläche                     | 2            |
| Erholungsfläche                    | 35           |
| davon Grünanlage                   | 19           |
| Verkehrsfläche                     | 250          |
| davon Straße, Weg, Platz           | 235          |
| Landwirtschaftsfläche              | 3.849        |
| Wasserfläche                       | 246          |
| Waldfläche                         | 76           |
| Flächen anderer Nutzung            | 25           |
| davon Friedhöfe                    | 3            |
| davon Unland                       | 7            |
| Gesamtfläche                       | 4.806        |

Ungefähr 80 Prozent des Gemeindegebietes werden landwirtschaftlich genutzt, womit Hinte eine jener Gemeinden ist, die über dem ostfriesischen Durchschnitt von 75 Prozent liegen. Der niedersächsische Vergleichswert beträgt 59 Prozent. Der Waldanteil beträgt 1,58 Prozent, was unter dem ostfriesischen Vergleichswert von 2,6 Prozent liegt, der seinerseits den bundesrepublikanischen Durchschnitt von rund 30 Prozent weit unterschreitet. Gewässer mit dem Binnensee Hieve und den zahlreichen Kanäle und Entwässerungsgräben machen 5,11 Prozent des Gemeindegebietes aus.

### Gemeindegliederung
Hinte zählt mehr als 7000 Einwohner, die sich auf ein Gemeindegebiet von rund 48 Quadratkilometern verteilen. Ziemlich genau 40 Prozent der Einwohner leben im Kernort Hinte, eine vierstellige Einwohnerzahl haben auch die Ortsteile Loppersum und Suurhusen. Der Rest besteht aus kleineren Dörfern mit dreistelligen Einwohnerzahlen.
Die folgenden Ortschaften gehören zur Gemeinde Hinte (in Klammern die Einwohnerzahlen im Jahr 2006):
| Ortschaft   | Einwohner | zugehörige Ortsteile und Wohnplätze                                                                                               |
| ----------- | --------- | --- |
| Hinte       | 2830      | Haskamp, Kringwehrum, Vliehaus, Wichhusen                                                                                         |
| Loppersum   | 1400      | Abbingwehr, Bauerslust, Eisinghusen, Klein-Sande, Loppersumer Grashaus, Loppersumer Meedehaus, Meerbuden, Meinershof, Wilhelmshof |
| Suurhusen   | 1175      | Haneborg, Onderbörg, Stikelborg, Suurhuser Hammrich, Tütelborg                                                                    |
| Groß Midlum | 760       | Horst, Leuchtenburg, Groß Midlumer Meede                                                                                          |
| Osterhusen  | 500       | — |
| Westerhusen | 320       | Groß-Albringswehr, Harsweger Ziegelei, Mossenburg, Stadtwyk, Westerhuser Neuland                                                  |
| Cirkwehrum  | 200       | Klein-Kringwehrum |
| Canhusen    | 170       | Langewehr |
| Gesamt      | 7355      | — |

### Nachbargemeinden
Hinte grenzt an folgende Kommunen (beginnend im Süden, im Uhrzeigersinn): Stadt Emden, Gemeinde Krummhörn, Gemeinde Wirdum (in der Samtgemeinde Brookmerland), Gemeinde Südbrookmerland. Abgesehen von der kreisfreien Stadt Emden befinden sich die Nachbargemeinden im Landkreis Aurich.

### Klima
Nach der Klimaklassifikation von Köppen befindet sich die Gemeinde in der Einteilung Cfb. (Klimazone C: warm-gemäßigtes Klima, Klimatyp f: feucht-gemäßigtes Klima, Untertyp b: warme Sommer). Innerhalb der gemäßigten Zone wird es dem Klimabezirk Niedersächsisches Flachland Nordsee-Küste zugeordnet, der maritim geprägt ist und sich durch relativ kühle und regenreiche Sommer, verhältnismäßig milde, schneearme Winter, vorherrschende West- und Südwestwinde sowie hohe Jahresniederschläge auszeichnet.
Die nächstgelegene Mess-Station des Deutschen Wetterdienstes befindet sich in Emden. Die Entfernung (Luftlinie) vom neuen Rathaus Hinte bis zu dieser Mess-Station beträgt nur 3,6 Kilometer, so dass die Messungen der Mess-Station Emden in gleicher Weise für Hinte gelten.
|                        | Jan  | Feb  | Mär  | Apr  | Mai  | Jun  | Jul  | Aug  | Sep  | Okt  | Nov | Dez  |   |     |
| Mittl. Temperatur (°C) | 1,3  | 1,5  | 4,1  | 7,3  | 11,8 | 14,9 | 16,4 | 16,3 | 13,7 | 10   | 5,6 | 2,6  | ⌀ | 8,8 |
|                        |      |      |      |      |      |      |      |      |      |      |     |      |   |     |
| Niederschlag (mm)      | 67,1 | 45,5 | 62,3 | 48,6 | 60,2 | 70,5 | 82,1 | 72,8 | 66,6 | 72,8 | 83  | 73,5 | Σ | 805 |
|                        |      |      |      |      |      |      |      |      |      |      |     |      |   |     |
| Sonnenstunden (h/d)    | 1,32 | 2,57 | 3,61 | 5,36 | 6,77 | 6,6  | 6,26 | 6,35 | 4,73 | 3,09 | 1,9 | 1,03 | ⌀ | 4,1 |

|  |

|  |

|  |

|  |

|  |

|  |

|  |

|  |

|  |

|  |

|  |

|  |

|  |

|  |

|  |

|  |

|  |

|  |

|  |

|  |

|  |

|  |

|  |

|  |

### Schutzgebiete
Naturschutzgebiete gibt es in der Gemeinde nicht. Bereits seit 1972 ist das Landschaftsschutzgebiet (LSG) Großes Meer und Umgebung unter Schutz gestellt. Es umfasst eine ebene Fläche von 2148 Hektar rund um das Große Meer und das Loppersumer Meer und schließt auch die Hieve ein. Das LSG befindet sich zum Großteil auf Südbrookmerlander Gebiet, kleinere Anteile haben die Gemeinde Hinte und die Stadt Emden. Das letztgenannte Landschaftsschutzgebiet und die genannten Naturschutzgebiete sind Bestandteil des EU-Vogelschutzgebietes Ostfriesische Meere. Ein weiteres LSG ist das etwa 10,2 Hektar große Areal bei der Burg Hinta, das seit 1965 unter Schutz steht. Solitärbäume in Cirkwehrum und Groß-Midlum sind Naturdenkmale.

## Geschichte
Die dauerhafte Besiedelung des Gemeindegebietes begann vermutlich in Loppersum. Darauf deutet eine Bronzefibel aus der älteren Römischen Kaiserzeit hin, die 1959 beim Neubau des Pfarrhauses auf der Dorfwurt in zwei Meter Tiefe zutage kam. Vermutlich ließen sich die ersten Bewohner zu ebener Erde nieder. Erst der Anstieg des Meeresspiegels führte zum Aufwerfen der Warf. Im 5. Jahrhundert kam es zu einem starken Rückgang der Besiedlung. Ursache dafür könnte der Anstieg des Meeresspiegels im Zuge der Dünkirchen II-Transgression und die dadurch bedingte Überflutung der Marsch und die Vernässung der Geest gewesen sein. Der Rückgang der Bevölkerung macht sich ausschließlich in fehlenden archäologischen Funden für das 5. und 6. Jahrhundert bemerkbar.
Nach diesem Siedlungsrückgang folgte im beginnenden 7. Jahrhundert eine erneute stärkere Besiedlung. Diese führte, gestützt auf deren Fruchtbarkeit, den Wendepflug und geeignete Zugtiere, vermutlich Pferde, alsbald zu einer flächendeckenden Bewirtschaftung des nutzbaren Landes in der unbedeichten Marsch im 8. und 9. Jahrhundert.
Der Kernort Hinte entstand vermutlich im 9. Jahrhundert an einem Kreuzungspunkt im Emsgau, an dem Land- und Wasserverbindungen zusammentrafen. Die erste urkundliche Erwähnung als Hinuti wird auf die Zeit um das Jahr 1000 datiert. Schnell gewann der Ort an Bedeutung. Die Kirche von Hinte war ursprünglich eine Eigenkirche der Bischöfe von Münster und die älteste im Emsgau. Auf dem Kirchhof kam zudem das bischöfliche Sendgericht zusammen. Ursprünglich gehörte auch das Brookmerland zum Dekanat Hinte, ehe es 1250 durch einen Sühnevertrag vom Bistum Münster abgetrennt und dem bischöflichen Offizial unterstellt wurde.
Hinte und Loppersum waren die Ausgangspunkte der Kolonisierung der Region. Beide begannen im Bereich des Großen Meeres ihr bisher ungenutztes Hinterland zu kultivieren. Die Orte Osterhusen und Westerhusen sind mittelalterliche Ausbau-Siedlungen von Hinte, die Initiative zur Besiedelung von Suurhusen ging vermutlich von Loppersum aus.

### Häuptlingszeit
In der Mitte des 13. Jahrhunderts richteten die Bischöfe von Münster in Hinte eine Propstei ein, zu der auch ein Steinhaus gehörte. Es bildet den ältesten Teil der noch erhaltenen Burg Hinta. Zunächst diente es wohl dem von den Bischöfen eingesetzten Dekan beziehungsweise Propst als Sitz und ging später in deren Besitz über. Eine zweite Burg, die Westerburg, ließ der lokale Häuptling Habbo der Ältere tho Hinta um 1312 am Westrand des Ortes errichten. Er zählte zu den angesehensten Richtern des Emsigerlandes und vertrat die historische Landschaft am Upstalsboom. Im 14. Jahrhundert nahmen die Spannungen unter den ostfriesischen Häuptlingen zu und mündeten schließlich in offener Konfrontation. Die tom Brok hatten zunächst mit Erfolg versucht, eine Landesherrschaft über die Frieslande diesseits und jenseits der Ems auszubilden. Dagegen regte sich der Widerstand der anderen Geschlechter. Habbo der Jüngere, Sohn Habbos des Älteren, begann 1379 von der Burg im Bunde mit Folkmar Allena einen Feldzug gegen Ocko I. tom Brok. In unmittelbarer Nähe der Burg trafen die Kontrahenten in diesem Jahr in Loppersum aufeinander. Aus der Schlacht gingen Habbo der Jüngere und Folkmar Allena als Verlierer hervor. Der Sieger, Ocko, war seit 1377 mit Foelke Kampana, der Schwester Habbos verheiratet. Im Zuge der weiteren Auseinandersetzungen um die Vorherrschaft suchten die lokalen Machthaber die Zusammenarbeit mit den Vitalienbrüdern, die der Deutsche Orden 1398 von der Ostseeinsel Gotland vertrieben hatte. Daraufhin sah sich die Hanse erneut bedroht und schickte mehrere Strafexpeditionen nach Ostfriesland. In Hinte ließ die Hanse 1436 die Westerburg zerstören. Diese wurde nicht wieder aufgebaut.

### Unter den Cirksena (1464 bis 1744)
Während des Dreißigjährigen Kriegs wurde Ostfriesland dreimal von fremden Truppen als Rückzugsraum besetzt. Besonders die erste Besetzung durch die Truppen des Ernst von Mansfeld bedeutete für die Bevölkerung eine erhebliche Belastung, da der Söldnerhaufen die Einwohner stark bedrängte und plünderte. Als Mansfeld Teile seiner Truppen von der Festung Leerort nach Greetsiel verlagerte und das Kriegsmaterial per Schiff auf der Ems stromabwärts schickte, überfielen Schiffe der stark befestigten und nicht eingenommenen Stadt den Konvoi und erbeuteten neben Privatsachen des Heerführers und seiner Offiziere unter anderem 37 Geschütze, mehr als 2500 Kanonenkugeln, 209 Zentner Pulver und 180 Zentner Lunten sowie diverse Handfeuer-, Hieb- und Stichwaffen. Die erbeuteten Geschütze stellte die Emder Garnison auf dem Emder Wall auf, was zur Verstärkung der Feuerkraft beitrug. Insgesamt befanden sich auf dem Wall damit mehr als 200 Geschütze. Mansfeld besetzte die umliegenden Dörfer, darunter auch Hinte, und forderte die Herausgabe der Beute, jedoch vergebens. Die Emder Stadtoberen um den Stadtsyndikus Johannes Althusius ließen den Söldnerführer in einem Schreiben später wissen, man sei „der zuversicht, daß unß pestilentz, hunger und kummer balldt voneinander scheiden werden“. Die Stadt selbst war von der ausgebrochenen Pest in Ostfriesland in keiner Weise betroffen, im Umland hingegen gab es viele Tote, ohne dass Zahlen für das Gebiet der heutigen Gemeinde vorliegen.
Die beiden nächsten Besetzungen bedeuteten zwar ebenfalls Belastungen durch Kontributionen. Die Besatzer von 1627 bis 1631 jedoch, kaiserliche Truppen unter Tilly, „hielten Manneszucht und vermieden Ausschreitungen“, desgleichen die von 1637 bis 1651 einquartierten hessischen Truppen unter Wilhelm V. von Hessen-Kassel. Auch materiell stellte sich die Situation unter diesen beiden Besetzungen anders dar als unter Mansfeld: Es wurden zwar Kontributionen eingetrieben, doch wurden diese auch wieder in der Region ausgegeben. Darauf hatte bereits der ostfriesische Geschichtsschreiber Tileman Dothias Wiarda in Band 5 seiner Ostfriesischen Geschichte (Aurich 1795) hingewiesen: „Da indessen durch die langjährigen Einquartierungen diese Kontributionen fast völlig wieder in der Provinz verzehrt wurden, und das Geld immer in Circulation blieb, so läßt sich das aufgeworfene Rätsel einigermaßen auflösen.“ Während des Krieges brach in Ostfriesland die Pest aus, Todeszahlen für das Gebiet sind jedoch nicht dokumentiert.

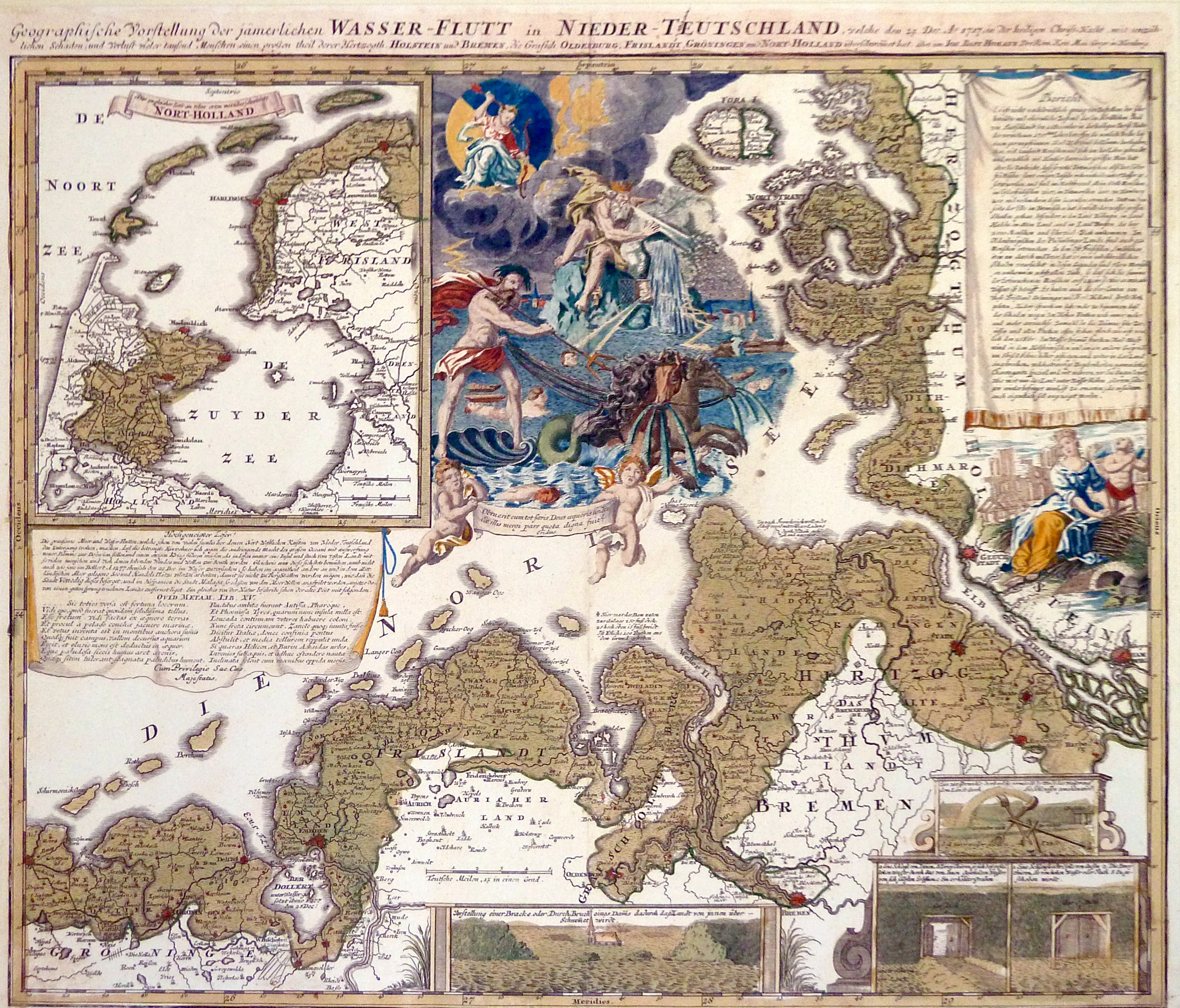
Karte des durch die Weihnachtsflut 1717 überschwemmten Gebietes

Die Weihnachtsflut im Jahre 1717 hatte für die Dörfer im heutigen Gemeindegebiet verheerende Folgen. In der gesamten Grafschaft verloren 2787 Menschen ihr Leben (etwa 3,6 Prozent der Bevölkerung) durch die Auswirkungen der Flut. Auch der Viehbestand erlitt starke Verluste. Insgesamt ertranken 2186 Pferde, 9430 Rinder, 1031 Schweine sowie 2682 Schafe. Auf die Verheerungen der Flut folgte eine Phase des wirtschaftlichen Niedergangs und der Armut.

### In preußischer und napoleonischer Zeit (1744–1815)
Das Gemeindegebiet kam mit ganz Ostfriesland nach der Doppelschlacht von Jena und Auerstedt 1806 an das Königreich Holland und 1810 nach dessen Annexion an das Kaiserreich Frankreich. Nach den Befreiungskriegen wurde Ostfriesland für kurze Zeit wieder preußisch.
Jahrhundertelang waren die natürlichen Tiefs und die Entwässerungskanäle, die die Krummhörn in einem dichten Netz durchziehen, der wichtigste Verkehrsträger. Über Gräben und Kanäle waren nicht nur die Dörfer, sondern auch viele Hofstellen mit der Stadt Emden und dem Hafenort Greetsiel verbunden. Besonders der Bootsverkehr mit Emden war von Bedeutung. Dorfschiffer übernahmen die Versorgung der Orte mit Gütern aus der Stadt und lieferten in der Gegenrichtung landwirtschaftliche Produkte: „Vom Sielhafenort transportierten kleinere Schiffe, sog. Loogschiffe, die umgeschlagene Fracht ins Binnenland und versorgten die Marschdörfer (loog = Dorf). Bis ins 20. Jahrhundert belebten die Loogschiffe aus der Krummhörn die Kanäle der Stadt Emden.“ Noch 1824 schrieb der Historiker Fridrich Arends in seiner Erdbeschreibung des Fürstenthums Ostfriesland und des Harlingerlandes: „Mit Wasser ist kein Amt reichlicher versehen wie dieses. (…) Im Winter und Frühling geschieht der Transport des Korns und sonstiger Güter sowohl in diesem als im Greetmer Amt immer zu Wasser, welches bei den schlechten Kleiwegen in der Jahreszeit außerordentlichen Nutzen hat.“
Torf, der zumeist in den ostfriesischen Fehnen gewonnen wurde, spielte über Jahrhunderte eine wichtige Rolle als Heizmaterial für die Bewohner Hintes. Die Torfschiffe brachten das Material auf dem ostfriesischen Kanalnetz bis in die Dörfer der Krummhörn, darunter auch nach Hinte. Auf ihrer Rückfahrt in die Fehnsiedlungen nahmen die Torfschiffer oftmals Kleiboden aus der Marsch sowie den Dung des Viehs mit, mit dem sie zu Hause ihre abgetorften Flächen düngten.

### Hannoversche Zeit und Kaiserreich (1815–1918)
Nach den Befreiungskriegen wurde Ostfriesland für kurze Zeit wieder preußisch. Allerdings hatten sich die am Wiener Kongress beteiligten Staaten auf Gebietstausche geeinigt, von denen auch Ostfriesland betroffen war: Es kam zum Königreich Hannover und blieb es bis zur Auflösung desselben nach dem Deutschen Einigungskrieg.
Die bereits das gesamte 19. Jahrhundert andauernden sozialen und wirtschaftlichen Gegensätze zwischen reichen Großbauern und armen Landarbeitern waren auch zu Beginn des 20. Jahrhunderts keineswegs abgemildert. Für Hinte galt das, was auch für andere ostfriesische Marschgemeinden wie die benachbarte Krummhörn festgestellt wurde: „In der Marsch wirkten sich die sozialen Unterschiede besonders scharf und hart aus: Auf der einen Seite zähe und stolze Bauern, Herren durch und durch, auf der anderen Seite die Tagelöhner. Auch sie gleichen Stammes und den Bauern an Stolz nicht nachstehend, aber wirtschaftlich in drückender Abhängigkeit.“
In Berichten von Landarbeitern heißt es, dass die Arbeitstage von 4 bis 18 Uhr dauerten, unterbrochen von einer eineinhalbstündigen Mittagspause. Die Landarbeiter schliefen, so sie kein eigenes (und wenn doch, ein zumeist sehr ärmliches) Häuschen besaßen, oftmals mit dem Vieh im Stall. Schon mit etwa 13 Jahren, direkt nach dem Schulbesuch, wurde der Nachwuchs über sogenannte „Gesindemakler“ an Bauern vermittelt. Neben anderen gesundheitlichen Problemen war auch Alkoholismus weit verbreitet, zumal die Spirituosen zumeist selbst gebrannt und von minderer Qualität waren.
Von 1898 bis 1963 hatte Hinte an der Kreisbahn Emden–Pewsum–Greetsiel einen eigenen Bahnhof. Nach Abbau der Meterspurstrecke ist öffentlicher Nahverkehr nur noch mit Omnibussen verfügbar.

### Weimarer Republik und Nationalsozialismus
Im April 1919 kam es zu sogenannten „Speckumzügen“ Emder Arbeiter, an die sich Landarbeiterunruhen anschlossen. Zusammen mit dem Rheiderland war der Landkreis Emden der am stärksten von diesen Unruhen betroffene Teil Ostfrieslands. Arbeiter brachen in geschlossenen Zügen in die umliegenden Dörfer auf und stahlen Nahrungsmittel bei Bauern, wobei es zu Zusammenstößen kam. Die Lage beruhigte sich erst nach der Entsendung von in der Region stationierten Truppen der Reichswehr. Als Reaktion darauf bildeten sich in fast allen Ortschaften in der Emder Umgebung Einwohnerwehren. Die Einwohnerwehr Hintes umfasste 60 Personen. Diese verfügten über 20 Waffen. auch in anderen Ortsteilen der heutigen Gemeinde bildeten sich solche Wehren. Aufgelöst wurden die Einwohnerwehren erst nach einem entsprechenden Erlass des preußischen Innenministers Carl Severing am 10. April 1920.
Wie im gesamten Nordwesten Niedersachsens erhielt in der Weimarer Republik die Landvolkbewegung Auftrieb, nachdem sich 1927 eine Missernte ereignet und die Bauern zusehends in Existenznöte gebracht hatte. Durch die Konzentration auf Mengen statt auf Qualität waren die Probleme jedoch zum Teil hausgemacht. Wie auch in anderen Landesteilen flatterte die schwarze Fahne, Symbol der Schwarzen Schar des Florian Geyer im Bauernkrieg, als Zeichen des Protests. Die Nationalsozialisten mit ihrer Blut-und-Boden-Ideologie sahen sich als Sachwalter der Nöte der Landwirte und fanden in vielen Gemeinden entsprechenden Zulauf.
Die Bauern im Gemeindegebiet wurden im Reichsnährstand gleichgeschaltet. Die Verabschiedung des Reichserbhofgesetzes stieß bei vielen Bauern auf Proteste, da sie sich in ihrer wirtschaftlichen Entscheidungsfreiheit beschränkt sahen. Das Verbot, Erbhöfe zu veräußern, traf diejenigen Betriebe an der unteren Größenbegrenzung eines Erbhofes von 7,5 Hektar ganz besonders. Obwohl es viele richterliche Urteile zugunsten der klagenden Kleinbauern gab, blieb der Anteil der Erbhofbauern in der Region über dem Reichsdurchschnitt.

### Nachkriegszeit
Am 1. Juli 1972 wurden die Gemeinden Canhusen, Cirkwehrum, Groß Midlum, Loppersum, Osterhusen, Suurhusen und Westerhusen eingegliedert. Eine ebenfalls diskutierte Eingemeindung des Gemeindegebiets nach Emden wurde verworfen.

### Entwicklung des Ortsnamens
Erstmals wurde der Hauptort im 10. Jahrhundert als in Hinuti urkundlich erwähnt. Die heutige Schreibweise ist seit 1250/1251 geläufig. Wahrscheinlich hieß der Ort ursprünglich Hunithi, ein Name, der möglicherweise auf das urgermanische Wort für Sumpf, Moder oder braun, morastig zurückgeht. Hinte bedeutet demnach Sumpfgebiet oder Gegend mit brauner Erde. Auch eine Ableitung aus Hinta = hinter der Aa wurde vorgeschlagen.

## Religion

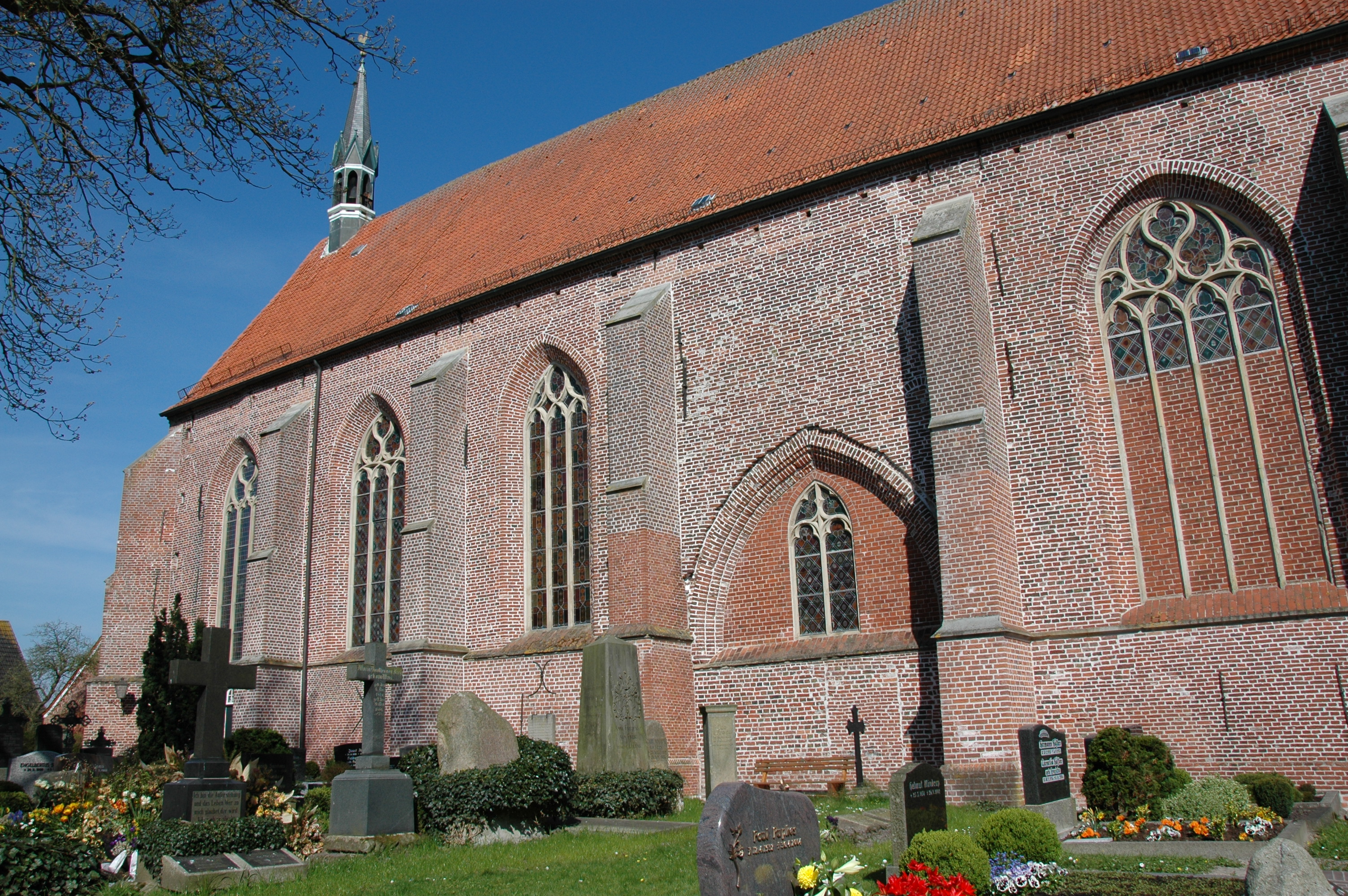
Reformierte Kirche in Hinte

Das Gebiet der heutigen Gemeinde Hinte gehörte im Mittelalter zur Propstei Hinte im Bistum Münster, die eine von sieben Propsteibezirken in Ostfriesland bildete und zehn Kirchengemeinden umfasste. Hinte hatte um 1500 drei, Suurhusen und Westerhusen je zwei Priester. Im Zuge der Reformation nahmen die Kirchengemeinden das reformierte Bekenntnis an, das bis heute vorherrschend ist. Die sieben historischen Kirchengebäude in der Gemeinde sind ausnahmslos der reformierten Kirche zugehörig. Fast 4000 Gemeindeglieder gehören heute der reformierten Kirche an. Suurhusen und Marienwehr sind seit 1877 zu einer Kirchengemeinde vereint. Loppersum und Canhusen werden von einem Pastorenehepaar betreut. Pfarramtlich ist Cirkwehrum mit Uttum verbunden. Zwei Pastoren versorgen die drei Gemeinden Hinte, Westerhusen und Groß Midlum. Sie alle gehören zum Synodalverband Nördliches Ostfriesland, der 39 Gemeinden mit insgesamt 37.000 Mitglieder umfasst.
Die Zahl der Lutheraner wuchs durch den Zuzug von Vertriebenen nach dem Zweiten Weltkrieg stark an. Heute sind etwa 1500 Personen der Gemeinde Hinte lutherisch, die auf dem Gebiet der Gemeinde aber über kein Gotteshaus verfügen. Entsprechend dem ostfriesischen Sonderrecht, wie es 1599 in den Emder Konkordaten festgelegt wurde, werden sie von der reformierten Kirche betreut, behalten aber ihren eigenen Konfessionsstand bei. Im Jahr 2013 gehörten etwas mehr als 300 Personen der katholischen Kirche an, etwa 1200 anderen Glaubensrichtungen oder gar keiner.

## Politik
Hinte hat den Status einer Einheitsgemeinde. Die Gemeinde ist, wie Ostfriesland in seiner Gesamtheit, seit Jahrzehnten eine Hochburg der SPD. Bei Landtags- und Bundestagswahlen ergibt sich stets eine deutliche Mehrheit für die SPD – so auch bei der Bundestagswahl 2009, obwohl die SPD im gesamten Wahlkreis deutliche Verluste hinnehmen musste und auf 38,8 Prozent der Stimmen kam. In Hinte erreichten die Sozialdemokraten hingegen 47,5 Prozent.
Die Stärke der Sozialdemokraten bei Wahlen besteht seit den ersten Bundestagswahlen 1949, geht jedoch bereits auf die Weimarer Republik und teils noch früher zurück. Grundlage war der hohe Anteil an Landarbeitern sowie Einpendlern zu den Hafen- und Industriebetrieben Emdens. Bei der Bundestagswahl 1949 erreichte die SPD in allen damaligen Gemeinden, die heute die acht Ortschaften bilden, die Mehrheit. Mit Ausnahme Canhusens und Loppersums war es überall die absolute Mehrheit. Die CDU kam 1949 nur in Suurhusen und Westerhusen überhaupt über zehn Prozent und lag ansonsten darunter. Die Christdemokraten waren in der Anfangsphase der Bundesrepublik allerdings in weiten Teilen Ostfrieslands auch noch nicht besonders gut organisiert – im Gegensatz zur SPD, die auf Vorkriegsstrukturen zurückgreifen konnte. Bei der Bundestagswahl 1953 ergab sich in allen acht Ortschaften eine SPD-Mehrheit, mit Ausnahme von Cirkwehrum und Westerhusen war es eine absolute Mehrheit. Diese Struktur setzte sich auch in den folgenden Jahren fort. Die Bundestagswahl 1969 brachte der CDU zwar in weiten Teilen Ostfrieslands Rekordergebnisse (ohne an der Dominanz der Sozialdemokraten grundsätzlich etwas zu ändern), dies fand in den Ortschaften Hintes jedoch keinen Niederschlag: Die Sozialdemokraten errangen in allen Orten die absolute Mehrheit, was sich bei der „Willy-Brandt-Wahl 1972“ fortsetzte. Auch in den darauffolgenden Jahren verbuchte die SPD bei Bundes- und Landtagswahlen komfortable Vorsprünge vor der CDU.

### Gemeinderat
Der Gemeinderat der Gemeinde Hinte besteht aus 20 Ratsfrauen und Ratsherren. Dies ist die festgelegte Anzahl für eine Gemeinde mit einer Einwohnerzahl zwischen 7001 und 8000 Einwohnern. Die 20 Ratsmitglieder werden durch eine Kommunalwahl für jeweils fünf Jahre gewählt. Die aktuelle Amtszeit begann am 1. November 2021 und endet am 31. Oktober 2026.
Stimmberechtigt im Gemeinderat ist außerdem der hauptamtliche Bürgermeister Uwe Redenius (parteilos). Dem Rat gehören seit der Kommunalwahl am 12. September 2021 vier Parteien und die Wählergemeinschaft Freie Liste Hinte (FLH) an. Die jüngste Kommunalwahl vom 12. September 2021 ergab das folgende Ergebnis:
| Partei                  | anteilige Stimmen | Anzahl Sitze |
| ----------------------- | ----------------- | ------------ |
| SPD                     | 56,36 %           | 11           |
| CDU                     | 19,52 %           | 4            |
| Freie Liste Hinte (FLH) | 6,60 %            | 1            |
| Bündnis 90/Die Grünen   | 10,73 %           | 2            |
| FDP                     | 6,79 %            | 2            |

Die Wahlbeteiligung bei der Kommunalwahl 2021 lag mit 56,37 % geringfügig unter dem niedersächsischen Durchschnitt von 57,1 %.

### Bürgermeister
Seit Bildung der Gemeinde 1972 hat die SPD die absolute Mehrheit im Gemeinderat und stellte mit zwei Ausnahmen stets den Bürgermeister: zunächst als ehrenamtlicher Bürgermeister Bernhard Kappher (bis 1991). Hauptamtlicher Bürgermeister (Leiter der Verwaltung) war von 1965 bis 1972 mit der Bezeichnung Samtgemeindedirektor und dann seit Gründung der Einheitsgemeinde (1972) bis 2001 mit der Bezeichnung Gemeindedirektor Garrelt Duin. Er gehörte zu den Gemeindedirektoren mit der längsten Amtszeit in Niedersachsen. Ihm folgte für fünf Jahre Bernd Wolthoff, der seit 1991 ehrenamtlicher Bürgermeister war. Danach war Wolfgang Schneider (parteilos) hauptamtlicher Bürgermeister.
Manfred Eertmoed (SPD) gewann am 11. September 2011 die Bürgermeisterwahl in Hinte mit 64,3 % der Stimmen. Er setzte sich gegen die Mitbewerber Dieter Meinen (17,1 %), Berthold Tuitjer (11,6 %) und Gerhard Hoffmann (6,9 %) durch. Manfred Eertmoed löste mit Dienstantritt am 1. März 2012 den in den Ruhestand verabschiedeten Wolfgang Schneider ab, der sich bei der vorangegangenen Wahl 2006 als unabhängiger Bewerber mit 62,87 % der Wählerstimmen gegen den SPD-Kandidaten Heinrich Ackmann (37,12 %) durchsetzte.
Uwe Redenius (parteilos) gewann am 16. Februar 2020 die Stichwahl der Bürgermeisterwahl in Hinte mit 56,81 % der Stimmen. Er setzte sich gegen den Mitbewerber Christian Behringer (43,19 %) durch. Mit Dienstantritt am 1. März 2020 löste er Manfred Eertmoed (SPD) ab.

### Vertreter in Land- und Bundestag
Hinte gehört zum Landtagswahlkreis Emden/Norden, der aus der Stadt Emden, der Stadt Norden und den Gemeinden Krummhörn, Hinte und Hage besteht. Bei der letzten Landtagswahl in Niedersachsen 2022 gewann Matthias Arends von der SPD mit 43,9 % der Stimmen erneut das Direktmandat.
Bei Bundestagswahlen gehört Hinte zum Wahlkreis 24 Aurich – Emden. Dieser umfasst die Stadt Emden und den Landkreis Aurich. Bei der Bundestagswahl 2025 wurde der Sozialdemokrat Johann Saathoff direkt wiedergewählt. Über Listenplätze der Parteien zog kein Kandidat der Parteien aus dem Wahlkreis in den Bundestag ein.

### Wappen
| Wappen von Hinte | Blasonierung: „In Blau über silbernem (weißen) Wellenbalken ein goldener (gelber) mit fünf Zinnen gekrönter Turm mit offenem Tor.“ |
| Wappen von Hinte | Wappenbegründung: Das von Ebo Pannenborg entworfene Wappen wurde am 25. November 1969 vom Regierungspräsidenten in Aurich verliehen. Der Turm symbolisiert die Osterburg, die bis in die heutige Zeit erhalten blieb. Der Wellenbalken symbolisiert das Hinter Tief. |

Früheres Wappen bis 1969
| Wappen von Hinte | Blasonierung: „In Blau ein silberner (weißer) Schrägwellenbalken, oben und unten begleitet von je einem goldenen (gelben) Zinnenturm mit zwei Schießscharten und offenem Tor.“ |
| Wappen von Hinte | Wappenbegründung: Das von Ulf-Dietrich Korn entworfene Wappen wurde am 31. Januar 1964 vom Regierungspräsidenten in Aurich verliehen. Die beiden Türme symbolisieren die Wester- und die Osterburg, von denen die Osterburg bis in die heutige Zeit erhalten blieb. Der Wellenbalken symbolisiert das Hinter Tief. |

### Flagge
|  | 00 "Die Flagge ist blau-weiß-gelb gestreift und mittig mit dem Gemeindewappen versehen." |

## Wirtschaft und Verkehr
Hinte gilt als strukturschwach. Es gibt lediglich ein kleineres Gewerbegebiet in der Gemeinde, was zu entsprechend geringen Gewerbesteuereinnahmen führt. Die wenigen Betriebe im Gewerbegebiet dienen fast ausschließlich zur Deckung des Grundbedarfs. Die Gemeinde erhielt in der jüngeren Vergangenheit stets gesonderte Bedarfszuweisungen vom Land Niedersachsen, da der Verwaltungshaushalt regelmäßig nicht ausgeglichen werden konnte. Landwirtschaft und in zunehmendem Maße auch Tourismus sind von einiger Bedeutung.
Hinte ist jedoch in starkem Maße eine Auspendler-Gemeinde. Aufgrund der Nähe zu Emden ist vor allem die Seehafenstadt das Ziel der Auspendler, vor allem das VW-Werk und die Hafenbetriebe. 756 Arbeitnehmer pendeln nach Hinte ein, jedoch 2499 Hinteraner zur Arbeit jenseits der Gemeindegrenzen (Stand: 30. Juni 2022). 2739 sozialversicherungspflichtig Beschäftigten am Wohnort stehen 996 sozialversicherungspflichtige Arbeitsplätze in der Gemeinde gegenüber.
Für die Gemeinde Hinte wird keine eigene Arbeitslosenstatistik erhoben. Gemeinsam mit der Nachbargemeinde Krummhörn und der Stadt Emden bildet Hinte das statistische Gebiet der Geschäftsstelle Emden innerhalb des Bezirks der Arbeitsagentur Emden-Leer. So lag die Arbeitslosenquote im Dezember 2015 im Bereich der Emder Geschäftsstelle bei 7,1 %, bezogen auf alle zivilen Erwerbspersonen. Damit lag die Arbeitslosenquote etwas höher als der Durchschnitt in Ostfriesland von 6,6 Prozent, dem statistischen Gebiet der Hauptagentur Emden-Leer. Da die Arbeitslosenquote in der Stadt Emden selbst jedoch zu diesem Zeitpunkt 8,1 % betrug, lag sie in den beiden Landgemeinden somit niedriger als der Durchschnitt der Hauptagentur Emden.

### Landwirtschaft
Der Landkreis Aurich lag 2021 auf Platz 14 der größten Milcherzeuger-Landkreise in Deutschland, wozu die Gemeinde Hinte aufgrund des hohen Grünland-Flächenanteils in einem gewissen Umfang beiträgt. In jüngerer Zeit litten die Milchbauern der Gemeinde unter zu niedrigen und stärker schwankenden Milchpreisen.

### Tourismus

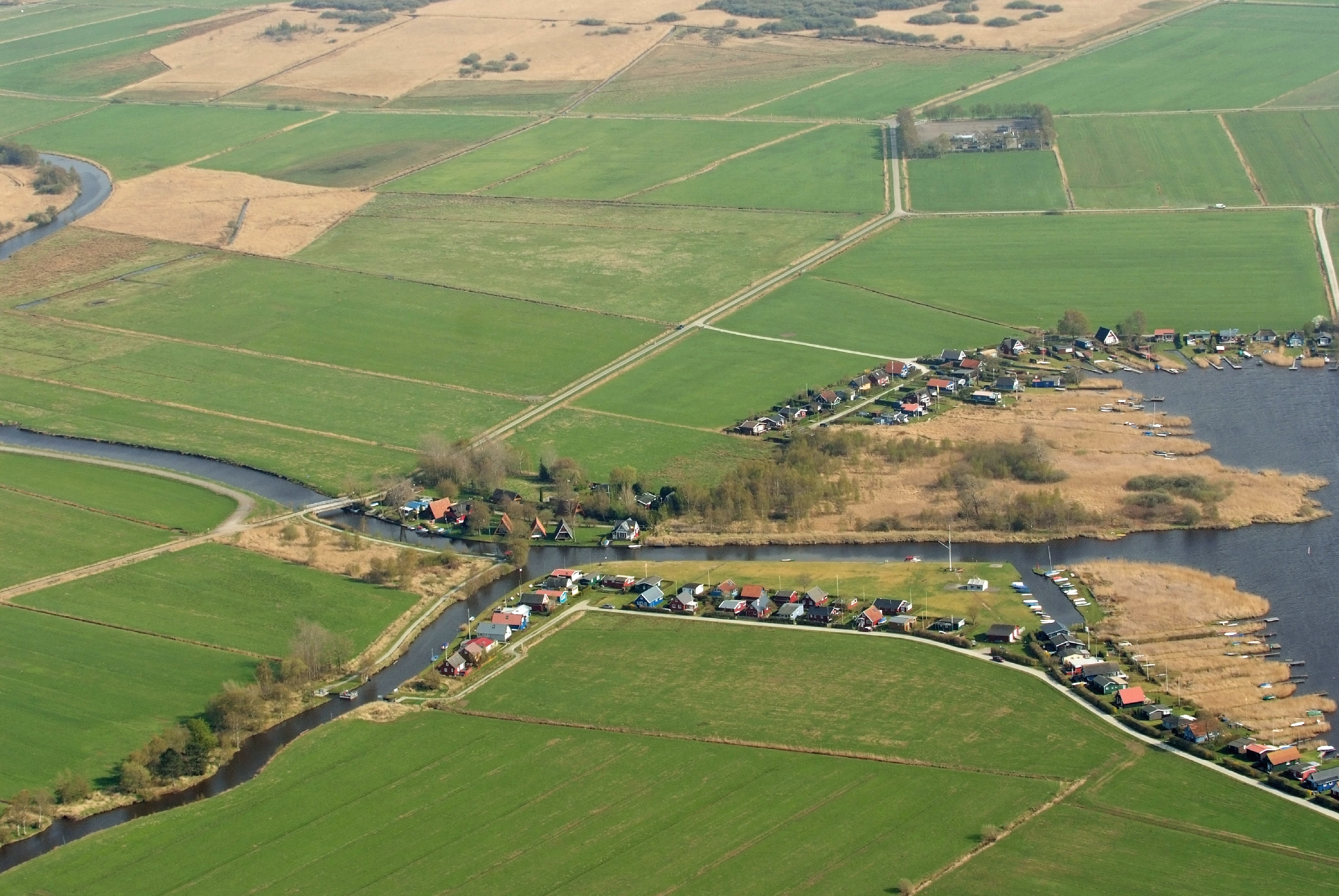
Wochenendhäuser am Heikesschloot, rechts das Kleine Meer

Tourismus hat sich in den vergangenen Jahren zu einem Faktor im Wirtschaftsleben der Gemeinde entwickelt. Hinte profitiert dabei vom Wasserreichtum in der Gemeinde mit einer Vielzahl von Tiefs genannten Kanälen sowie vom Binnensee Hieve (auch Kleines Meer genannt), in dessen Nähe zudem die beiden Nachbarseen Loppersumer Meer und Großes Meer liegen. Die drei Binnenseen werden seit 2009 durch teils neu angelegte Wege vernetzt (Drei-Meere-Weg). Seitdem können alle drei Seen zu Fuß oder per Rad umwandert oder umfahren werden. Da dazu einige Wasserläufe überquert werden müssen, diese aber für den Bootstourismus freigehalten werden sollen, haben die beteiligten Gemeinden Hinte und Südbrookmerland auf den Bau von Brücken verzichtet. Stattdessen wurden zwei Pünten (Kurbelfähren) erbaut, mit deren Hilfe die Wegenutzer von einem Ufer zum anderen gelangen können. Auch Aussichtsplattformen entstanden.

### Verkehr

Verkehrsachsen in Ostfriesland: Hinte profitiert von der Lage unmittelbar nördlich von Emden mit Autobahn und Eisenbahn-Fernverkehrsanschluss

Durch Hinte verläuft die Bundesstraße 210 Wilhelmshaven–Emden, über die man die kurz hinter der Gemeindegrenze liegende Anschlussstelle Emden-Mitte der Autobahn 31 erreicht. Die Bundesstraße hat auf Gemeindegebiet eine Länge von etwa sechs Kilometern. Die Gemeinde wird zudem von der Landesstraße 3 durchzogen, die von der B 210 an der Nordgrenze Emdens abzweigt und über Hinte, Westerhusen und Groß-Midlum bis nach Pewsum führt. Auch die Länge der Landesstraße beträgt auf Hinteraner Gebiet etwa sechs Kilometer. Wegen des hohen Verkehrsaufkommens auf der B 210 (etwa 25.000 Fahrzeuge pro Tag) und des Verkehrsaufkommens auf der L 3 (zirka 8000 Autos pro Tag) kommt es auf der Einmündung für Linksabbieger oft zu Verkehrsbehinderungen. Hinzu kommen rund 14 Kilometer Kreisstraßen und zirka 250 Kilometer Gemeindestraßen. Über Kreisstraßen werden die Ortschaften Cirkwehrum an den Kernort Hinte sowie Canhusen an Loppersum und Osterhusen/Hinte angeschlossen. Diese Kreisstraßen führen von Hinte über Cirkwehrum in die Nachbargemeinde Krummhörn und von Loppersum über Canhusen in die Nachbargemeinde Wirdum. Ebenfalls eine Kreisstraße ist der Neue Weg, der von Groß-Midlum zur Anschlussstelle Pewsum/Emden-Conrebbersweg an der A 31 führt. Er ist für den Raum Hinte/Krummhörn ein wichtiger Zubringer zur Autobahn und in das westliche Emder Hafengebiet sowie zum dortigen Volkswagenwerk.
Ebenfalls durch das Gemeindegebiet verläuft die Bahnstrecke Rheine–Norddeich Mole der Deutschen Bahn. An den früheren Haltepunkten in Hinte fahren die Züge jedoch mittlerweile durch. Auch der Haltepunkt an der Kreisbahn Emden–Pewsum–Greetsiel wurde im Mai 1963 aufgegeben und die Strecke abgebaut. Nächster Bahnhof ist jetzt Emden Hbf. Von Hinte dorthin verkehren die Weser-Ems-Bus-Linien 410, 421 und 423.
Der nächstgelegene zivile Flugplatz befindet sich in Emden, wobei dieser unmittelbar an das Hinteraner Gemeindegebiet angrenzt, jedoch nur über städtische Straßen zu erreichen ist. Der nächstgelegene internationale Verkehrsflughafen ist derjenige in Bremen.
In der Vergangenheit war Hinte wie die Nachbargemeinde Krummhörn in hohem Maße vom Bootsverkehr auf den Kanälen abhängig, da die Wege bis ins frühe 20. Jahrhundert nur schlecht ausgebaut oder überhaupt nicht vorhanden waren. Dies lag zum einen an den schwierigen Boden- und Entwässerungsverhältnissen, zum anderen auch an finanziellen Mängeln. Für das 18. Jahrhundert wird beispielsweise berichtet: „Von Emden nach Greetsiel. Der Weg führt über Harsweg, Hinte, Wichhusen, Cirkwehrum, Damhusen, Dykhusen, Visquard und Appingen nach Greetsiel. Länge 31⁄2 Stunden. Der Weg verläuft ganz auf Kleiboden. Er ist zwischen Hinte und Harsweg, Dykhusen und Appingen niedrig und wird häufig bei hohem Winterwasser überschwemmt.“

### Bildung
Im Hauptort der Gemeinde befindet sich die Außenstelle der Integrierten Gesamtschule Krummhörn. Grundschulen gibt es darüber hinaus im Hauptort (acht Klassen mit 131 Schülern) und in Loppersum (acht Klassen mit 152 Schülern). Für die frühkindliche Bildung stehen in der Gemeinde vier gemeindeeigene Kindertagesstätten mit mehr als 280 Plätzen sowie ein Kindergarten in kirchlicher Trägerschaft zur Verfügung.
Weiterführende Schulangebote sind in der Nachbarstadt Emden zu finden. In Emden gibt es das Johannes-Althusius-Gymnasium, das Gymnasium am Treckfahrtstief, eine Integrierte Gesamtschule, eine Förderschule und zwei Berufsbildende Schulen. Daneben ist in Emden die Fachhochschule Emden/Leer beheimatet. Die nächstgelegene Universität ist die Carl von Ossietzky Universität Oldenburg.

### Medien
Hinte liegt im Verbreitungsgebiet zweier regionaler Tageszeitungen. Dies ist zum einen die in Leer erscheinende Ostfriesen-Zeitung, die als einzige Tageszeitung Ostfrieslands regionsweit erscheint. Die zweite Tageszeitung von Belang ist die Emder Zeitung, die in der Vorortgemeinde ebenfalls viel gelesen wird. Beide Zeitungen betreuen die Gemeinde von ihren Büros in Emden aus. Im Verlag der Emder Zeitung wird darüber hinaus ein Anzeigenblatt herausgegeben, das mittwochs als Heimatblatt und sonntags als Sonntagsblatt erscheint. Aus der Gemeinde berichtet zudem der Bürgerrundfunk-Sender Radio Ostfriesland.

## Kultur und Sehenswürdigkeiten

### Kirchen und Orgeln

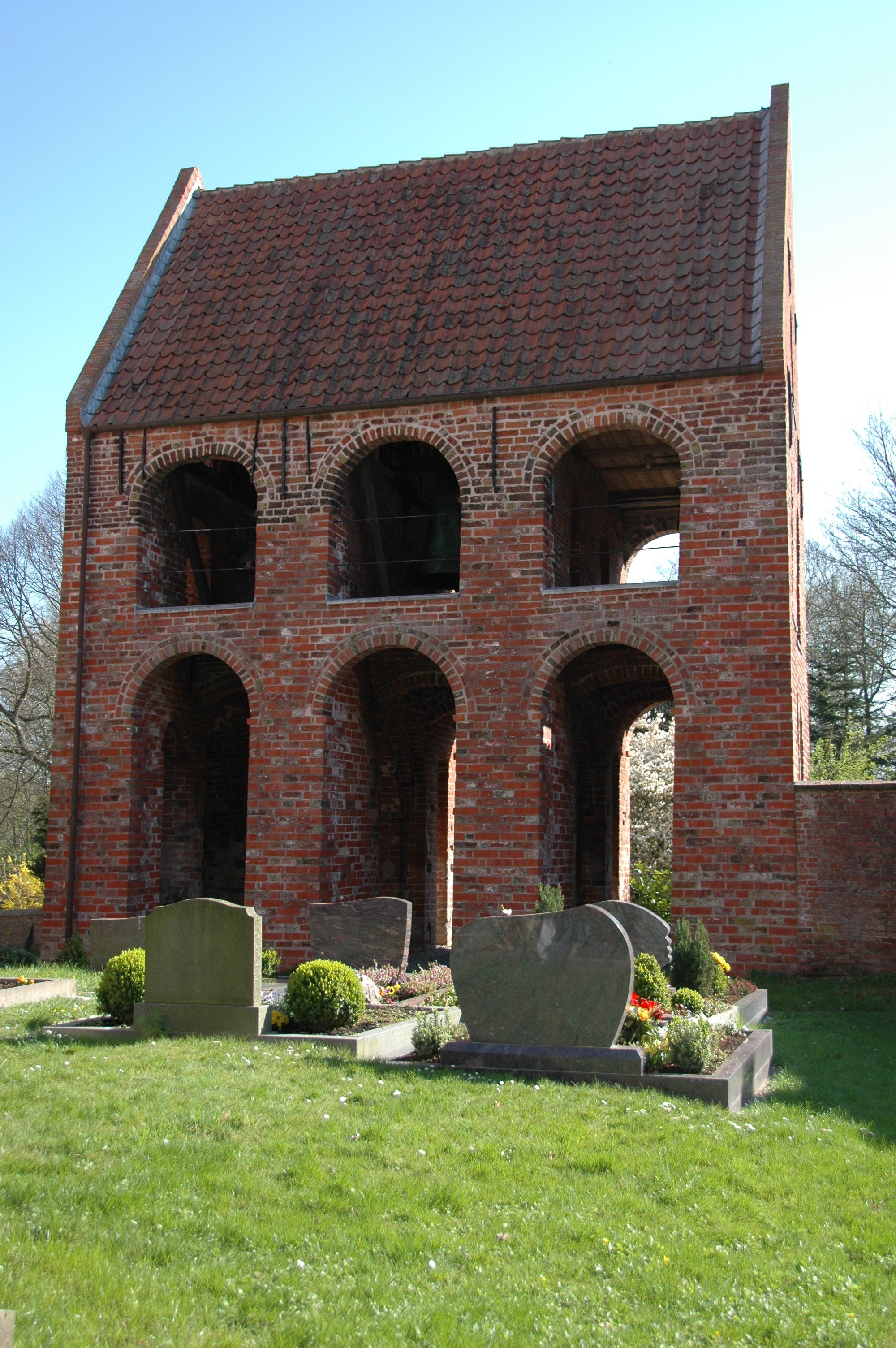
Glockenturm der Kirche in Hinte

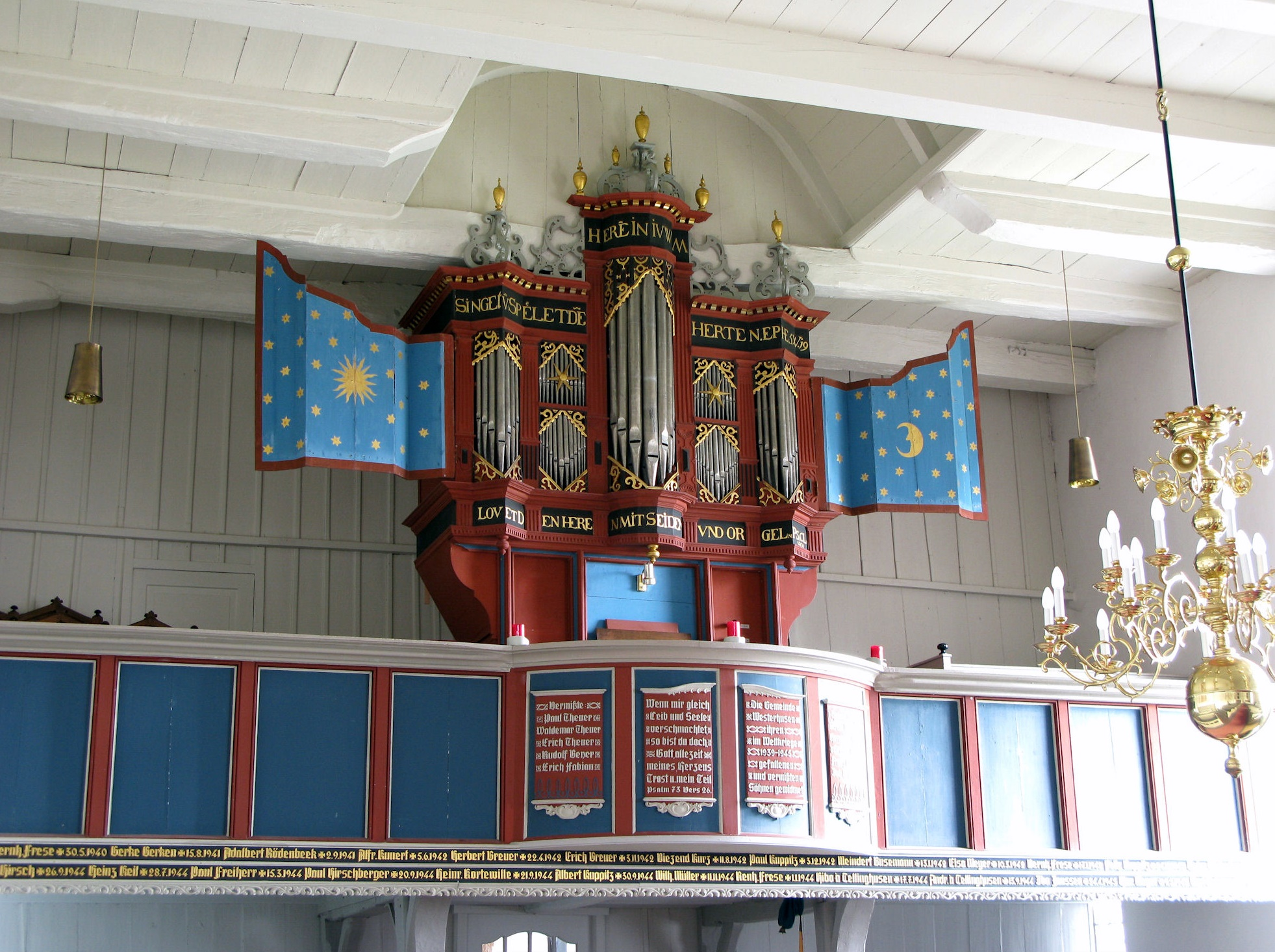
Orgel der Westerhuser Kirche

Sieben der acht Ortschaften verfügen über Kirchengebäude. Unter ihnen ist die Suurhuser Kirche aus der Mitte des 13. Jahrhunderts die älteste. Sie wurde als turmlose Wehrkirche mit Apsis auf einer kleinen Warft errichtet, im Laufe der Jahrhunderte aber mehrfach umgebaut. Als um 1450 der Anbau des Turms erfolgte, musste das Langhaus um ein Viertel verkürzt werden. Die Suurhuser Kirche wurde durch ihren schiefen Kirchturm mit 2,47 Meter Überhang berühmt, der ihr zeitweise einen Eintrag ins Guinness-Buch der Rekorde als schiefster der Welt eingebracht hat. Aus dem 13. Jahrhundert stammen noch zwei trapezförmige Grabplatten mit Keulenkeuz und Rankenfries sowie das zylindrische Taufbecken aus Bentheimer Sandstein mit den beiden Rankenfriesen, das auf vier Löwenfüßen steht. Im 19. Jahrhundert wurde die Nordwand neu aufgeführt, die Ostwand teilweise erneuert und die Apsis entfernt.
Vom romano-gotischen Übergangsstil ist die Groß Midlumer Kirche geprägt, die um 1270 bis 1280 datiert wird. Die rechteckige Saalkirche mit halbrunder Ostapsis weist an der Nordseite noch die hochsitzenden kleinen, rundbogigen Fenster auf, während die spitzbogigen an der Südseite auf eine spätere Vergrößerung hinweisen. Unter der Apsis befindet sich eine Gruft für die adeligen Dorfbewohner, die heute jedoch zugemauert ist. Der Innenraum wird statt der ursprünglichen Gewölbe durch eine hölzerne Spiegeldecke abgeschlossen. Aus dem Jahr 1690 stammt die Barockkanzel, die Peter Gerkes Husmann mit den für die Zeit typischen gewundenen Ecksäulen schuf. Johann Friedrich Wenthin baute 1803/04 eine Orgel, von der nur noch der historische Prospekt erhalten ist; dahinter befindet sich ein neues Werk mit zwölf Registern aus dem Jahr 1956 von Alfred Führer.
Die Westerhuser Kirche wurde im 15. Jahrhundert als Ersatz für den romanischen Vorgängerbau des 13. Jahrhunderts erbaut, von dem noch der Glockenturm erhalten ist. 1964 wurden Reste spätgotischer Fresken freigelegt. Das Kirchengestühl stammt aus dem 16. Jahrhundert, die die Kanzel geht auf das Jahr 1642 zurück. Wertvollster Einrichtungsgegenstand ist die Orgel der Westerhuser Kirche aus den Jahren 1642/43. Orgelbauer Jost Sieburg verwendete dazu jedoch noch älteres Material aus der Zeit um 1500. Das nahezu vollständig erhaltene Instrument verfügt über sieben Register auf einem Manual und ein angehängtes Pedal.
Die Evangelisch-reformierte Kirche Hinte aus der Zeit um 1500 gilt neben der Norder Ludgeri-Kirche als bedeutendstes Kirchenbauwerk der Spätgotik in Ostfriesland. Stilistische Übereinstimmungen bestehen mit dem nordniederländischen Kloster von Ter Apel und der ostfriesischen Baugruppe der Larrelter, Petkumer und Twixlumer Kirche. Möglicherweise wurde die Kirche in Hinte nach dem Vorbild der Benediktiner-Klosterkirche von Sielmönken errichtet, die im Jahr 1505 geweiht wurde. Auf einen Vorgängerbau aus dem 13. Jahrhundert, dessen Reste in der Nordwand integriert wurden, weist der erhaltene Glockenturm. Die hervorragend erhaltene Backsteinkirche mit polygonalem Chor zeichnet sich außen durch starke Stützpfeiler, Fenster mit Sandsteinmaßwerk aus Fischblasen und Spitzbögen sowie ein umlaufendes Kaffgesims aus. Die Fenster der Nordwand sind heute teils zugemauert, teils ursprünglich als Blenden konzipiert. Nicht erhalten ist die gewölbte Sakristei an der Nordostseite. Der schlicht gestaltete Innenraum wird durch vier Joche mit Gurtbögen gegliedert. Im Chor findet sich ein dreistrahliges Sterngewölbe, dessen Schild- und Gurtbogen bis zum Boden ragt, während im Langhaus die Netzgewölbe mit Zwischenrippen auf Kelchkonsolen ruhen. Reste der Gewölbemalereien im Chorpolygon aus der Erbauungszeit der Kirche zeigen Christus als Weltenrichter. Auf Vincent Lukas gehen einige Grabsteine aus der Mitte des 16. Jahrhunderts mit Totentanz-Darstellungen zurück. Abendmahlstisch und Chorgestühl datieren von 1616, der pokalförmige Taufstein von 1569, die Kanzel von 1695, das Kastengestühl mit Traljengitter von 1761. Hinter dem Orgelprospekt von Wenthin (1776–1781) ist ein neues Werk von Ahrend & Brunzema mit acht Registern eingebaut (1958).
Die Cirkwehrumer Kirche wurde 1751 als barocke Saalkirche auf einer Warft errichtet. Aus der Vorgängerkirche stammen die Grabsteine von 1572, 1610 und 1612, auf denen zwei Schwestern mit ihren Trachten fast lebensgroß dargestellt werden. Bereits vom Klassizismus geprägt ist die Canhuser Kirche, die 1789 aus dem völlig umgebauten Vorgängerbau hervorgegangen ist. Die Glocke aus dem Jahr 1508 tat ursprünglich im Kloster Sielmönken ihren Dienst. Die Loppersumer Kirche wurde 1866 im Stil der Neugotik erbaut, nachdem die gotische Kirche einzustürzen drohte. Die älteste Glocke wurde 1454 gegossen.

### Weitere Bauwerke

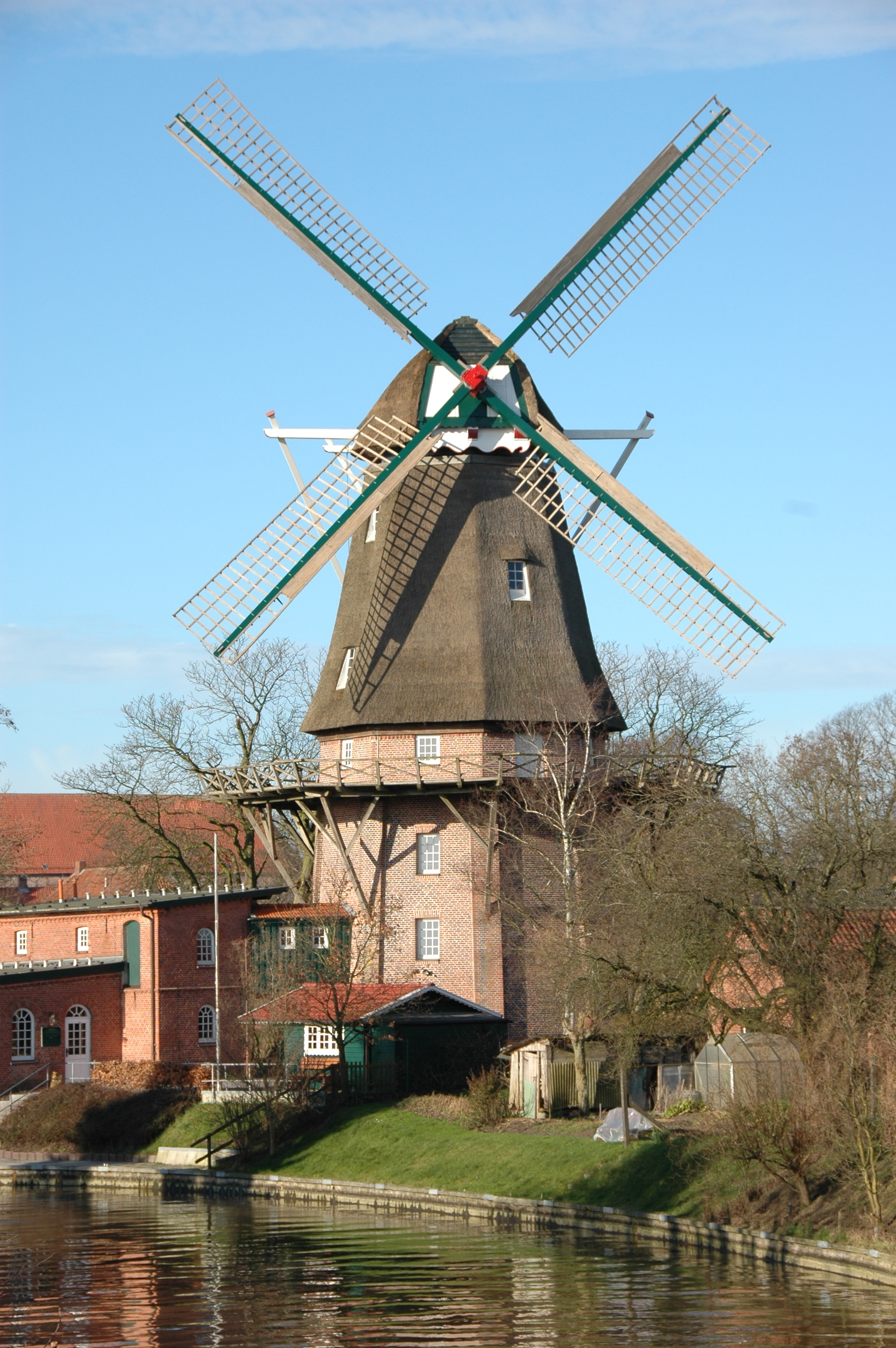
Die Mühle in Hinte

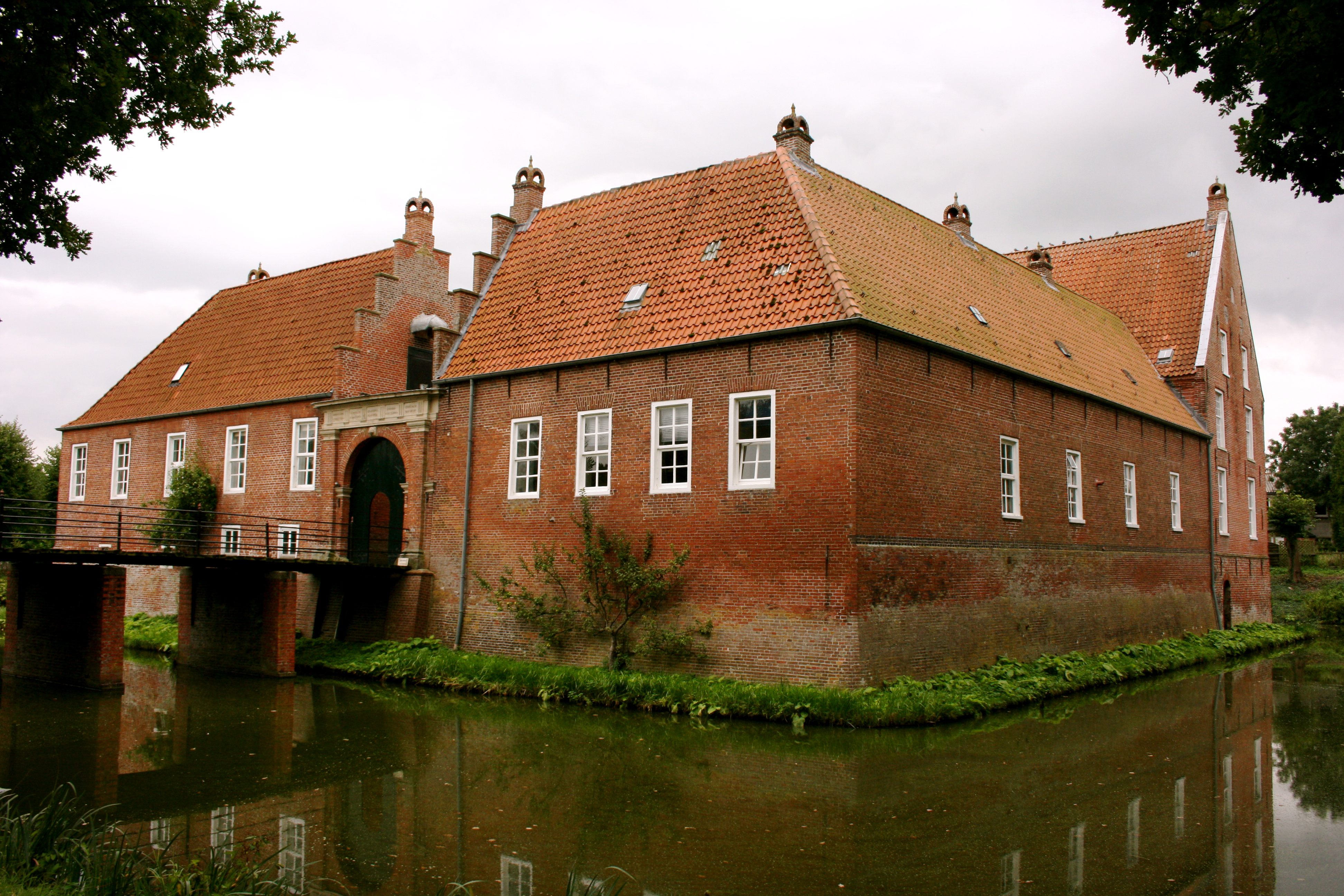
Burg Hinta

Die Burg Hinta im Kernort Hinte ist seit zirka 400 Jahren der Stammsitz der Familie von Frese. Die Burg, von einem Wassergraben umgeben, kann nur von außen besichtigt werden, da sie von der Familie noch bewohnt wird.
Ebenfalls im Kernort Hinte befindet sich die Mühle. Dabei handelt es sich um einen Galerieholländer, der besichtigt werden kann. Die 1869 errichtete dreistöckige Holländerwindmühle mit Steert fiel dem großen Mühlensterben zum Opfer und wurde 1958 bis auf das Mauerwerk abgebrochen. Die 1993 sanierte Mühle beherbergt heute ein Trauzimmer, Ausstellungsräume sowie eine ehrenamtlich betriebene Teestube.
Für die Marschlandschaft der Krummhörn und Hintes typisch sind große Gulfhöfe, in denen die Großbauern lebten und arbeiteten. Sie sind oftmals in den Dorfkernen anzutreffen. Ein Beispiel hierfür findet sich in der Ortschaft Westerhusen, der Gulfhof Gerken. Der Hof stammt aus dem Jahr 1792 und ist unter anderem mit Steinmetzarbeiten verziert. In mehreren Dörfern sind zudem Landarbeiterhäuschen erhalten. Dabei handelt es sich um die meist einräumigen kleinen Häuser des früheren Landarbeiter-Proletariats. Für diese Häuschen findet sich in Suurhusen ein Beispiel, das zu einem Museum ausgebaut wurde: Es handelt sich um ein 1769 errichtetes Gebäude, das wieder in seinem Ursprungszustand zurückversetzt wurde. Die Einrichtung stellt das Wohnumfeld der Landarbeiter aus der Zeit um 1900 dar. Das Haus ist Teil eines für die Region typischen Doppelhauses, wie es Landarbeiter oftmals errichteten. Das Haus verfügt über einen kleinen Stall, der durch einen Gang von der Wohnküche getrennt ist. In solchen Ställen hielten sich die Landarbeiter in früheren Zeiten einige Tiere, die der Selbstversorgung dienten. In dem Haus sind die in den Wänden eingelassenen Butzen zu erkennen, die als abgetrennter „Schlafraum“ von der Wohnküche abgingen. Ein für den Raum Krummhörn/Hinte eher ungewöhnliches Landarbeiter-Häuschen findet sich in Cirkwehrum: Es verfügt über eine kleine Scheune, die darauf hinweist, dass die Bewohner neben ihrer Arbeit auf großen Höfen auch selbst ein Stück Land bewirtschafteten. Darüber hinaus verfügt es über einen etwa 1600 Quadratmeter großen Garten, der in früheren Zeiten ebenfalls der Selbstversorgung diente.

### Regelmäßige Veranstaltungen
In den Kirchen der Gemeinde finden jährlich Konzerte der Veranstaltungsreihe Krummhörner Orgelfrühling statt. Außerdem dienen die Kirchen den Konzerten der Reihen Gezeitenkonzerte in Ostfriesland und Musikalischer Sommer in Ostfriesland.

### Sprache

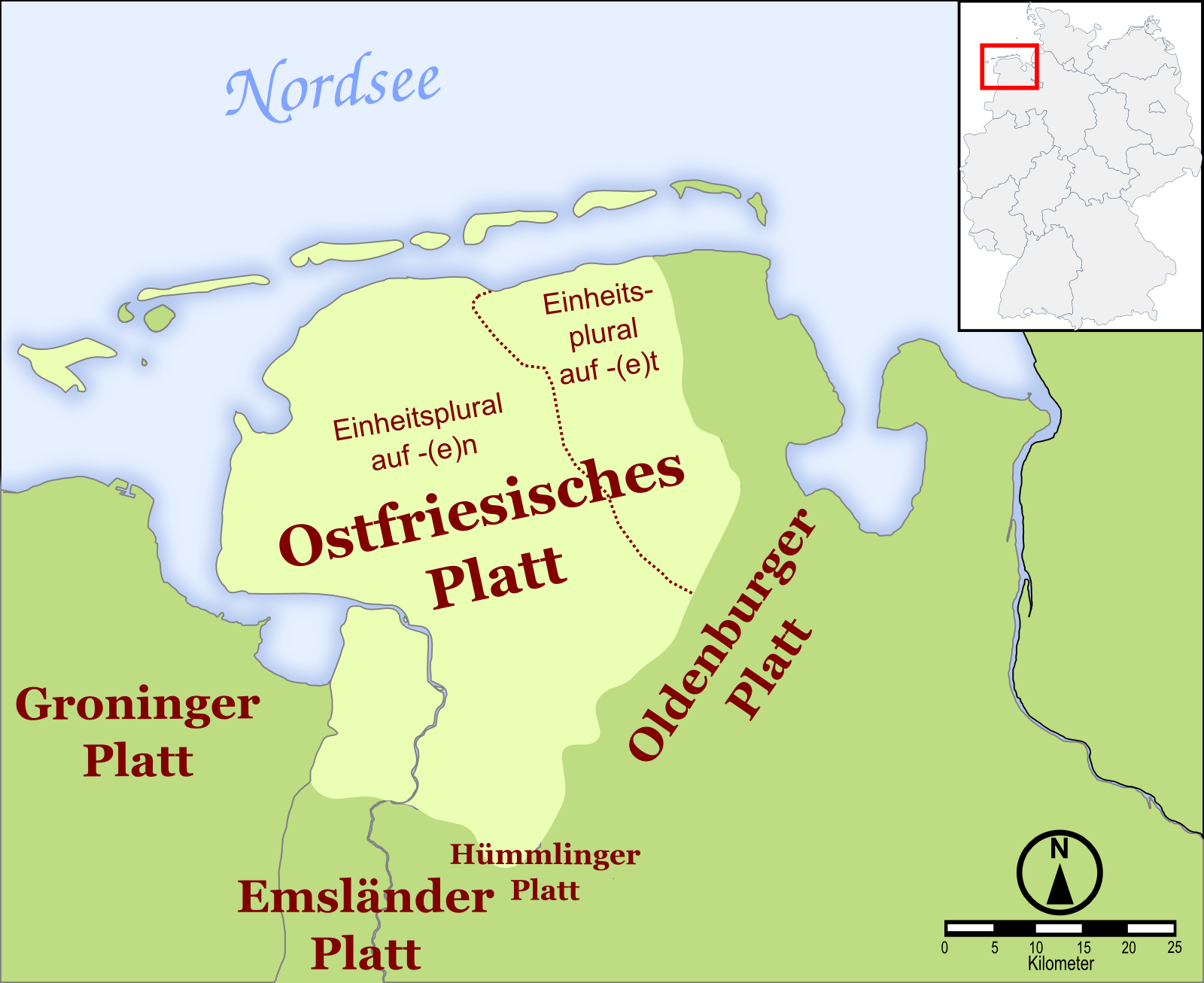
Verbreitungsgebiet des Ostfriesischen Platt

In Hinte wird neben Hochdeutsch Ostfriesisches Platt gesprochen. Durch den Zuzug niederländischer Glaubensflüchtlinge nach der Reformation war auch die Niederländische Sprache zumindest in der reformiert geprägten Gemeinde stark verbreitet, die vor allem von den Pastoren eingebracht wurde. Dies ging aber im 19. Jahrhundert stark zurück, als sich Ostfriesland kulturell verstärkt nach Deutschland orientierte und die reformierten Pastoren in deutschsprachigen Gebieten ausgebildet wurden. Heute spielt das Niederländische kaum noch eine Rolle, abgesehen von starken Einsprengseln der Sprache in den lokalen Dialekt.
Das Plattdeutsche ist in der Gemeinde durchaus verankert. Es gibt plattdeutsche Gottesdienste, und es ist üblich, dass Hochzeiten und ähnliche Veranstaltungen auf Plattdeutsch abgehalten werden.

### Sport
In der Gemeinde gibt es die Universalsportvereine FT Groß Midlum, TuS Eintracht Hinte, Concordia Suurhusen und WT Loppersum. Eintracht Hinte hat die Hürdenläuferin und Olympiateilnehmerin Silvia Rieger hervorgebracht. Die Volleyball-Damen von Eintracht Hinte sowie die Fußball-Herren von Concordia Suurhusen spielten in der Vergangenheit auf Regional- beziehungsweise Verbandsliga-Ebene, machten sich also über die Grenzen Ostfrieslands hinaus einen Namen. Inzwischen sind beide Teams wieder tieferklassig angesiedelt.
Auf dem Gebiet der Gemeinde Hinte liegt die Hieve, auch Kleines Meer genannt. Dort steht eine Kolonie von Wochenendhäusern. Das Kleine Meer ist ein beliebtes Wassersportrevier, viele der unmittelbar am Ufer gelegenen Ferienhäuser verfügen über Bootsstege. Über das Treckfahrtstief ist das Kleine Meer mit der Stadt Emden und damit mit dem ostfriesischen Wasserstraßennetz verbunden. In Hinte und in Loppersum gibt es zwei Wassersportvereine. Darüber hinaus gibt es Hinte einen Reitsportverein.

## Persönlichkeiten
Der Ostfriesische Häuptling Folkmar Allena (* unbekannt; † 1406) hatte seine Hauptburg in Osterhusen. In Hinte geboren wurde Foelke Kampana (1355–1417/19), bekannt als Quade Foelke, die Frau des Häuptlings Ocko I. tom Brok. Der Theologe Johannes a Lasco (polnisch: Jan Łaski) (* 1499 in Łask, Polen; † 8. Januar 1560 in Pinczów, Polen) lebte von 1546 bis 1549 in der Kommende Abbingwehr. Im Ortsteil Osterhusen geboren ist der fürstliche Leibarzt und Humanist Adolph Occo (1447–1503).
Enne Heeren Dirksen (* 3. Januar 1788 in Eilsum, Ostfriesland; † 16. Juli 1850 in Paris), Professor der Mathematik, arbeitete vor seinem Studium in Göttingen als Lehrer in Hinte. Ernst von Frese (* 12. Dezember 1802 in Hinte; † 18. April 1875 in Loppersum), Herr auf Gut Loppersum, war ein königlich hannoverischer Generalmajor und zuletzt Adjutant des Kronprinzen Georg. Der Theologe und Heimatforscher Otto Galama Houtrouw (* 16. Juni 1838 in Gandersum; † 14. Februar 1933 in Oldersum) arbeitete als Hilfsprediger in Loppersum. Der Lehrer und Heimatforscher Dodo Wildvang (* 1873; † 1940) wurde in Groß-Midlum geboren. Bekannt wurde er vor allem durch seine Arbeiten zur Geologie Ostfrieslands. Der reformierte Theologe und Landessuperintendent Gerhard Nordholt (* 9. Oktober 1920 in Schüttorf, Grafschaft Bentheim; † 27. November 1994 in Emlichheim) absolvierte sein Vikariat in Hinte und Westerhusen.
Der ehemalige SPD-Bundestagsabgeordnete des Wahlkreises Aurich/Emden und frühere Minister für Wirtschaft, Energie, Industrie, Mittelstand und Handwerk des Landes Nordrhein-Westfalen, Garrelt Duin, wurde in Leer geboren, lebt aber schon seit langem in Hinte. Der CDU-Landtagsabgeordnete (Wahlkreis Emden/Norden) Reinhard Hegewald wurde am 2. Juni 1964 in Loppersum geboren. Aus der Gemeinde stammt auch die Leichtathletin und mehrfache Deutsche Meisterin über 400 Meter Hürden, Silvia Rieger. Sie startete u. a. für den TuS Eintracht Hinte. Im Ortsteil Canhusen wurde 1968 die Schriftstellerin und Diplom-Geographin Elke Bergsma geboren, die für ihre Ostfriesland-Krimis bekannt ist.